# البانی، حماة
آلبانی (به عربی: آلبانی) یک روستا در سوریه است که در ناحیه قلعه المضیق واقع شده‌است. آلبانی ۱٬۳۲۸ نفر جمعیت دارد.